# Star HD
Star TVE HD es un canal de televisión por suscripción internacional de origen español, que emite series producidas por TVE en alta definición. Fue lanzado como señal de prueba el 1 de agosto de 2015 y lanzado oficialmente el 18 de enero de 2016.

## Historia
Coincidiendo con los 25 años de TVE Internacional, RTVE estrenó en principios de agosto de 2015 (al principio con un bucle de ocho horas de programación), un nuevo canal temático llamado Star HD, dirigido al público americano. A partir de la fecha definitiva de su lanzamiento, en el primer semestre del 2016, la señal será codificada de la misma forma que los canales TVE Internacional y 24h, y distribuida a través de los diferentes operadores de televisión de pago americanos.
El 20 de agosto de 2019, el canal fue lanzado en Suiza a través del cableoperador suizo UPC Cablecom, también en ese mismo día, el canal llegó a Francia a través de la empresa de telecomunicaciones francesa Free Telecom. El 16 de septiembre del mismo año, el canal llegaría a Luxemburgo a través del cableoperador luxemburgués POSTTV, el principal proveedor de canales IPTV del país. Alteox ha sido el intermediario que ha facilitado esta relación entre POST y RTVE.
El 6 de abril de 2022, el ente público Radio Televisión Española (RTVE) alcanzó un acuerdo con varios operadores y plataformas en África para la distribución del canal, confirmó a Agencia EFE, la directora de ventas globales de RTVE, 'Rosalía Alcubilla. Asimismo, se está trabajando con operadores y plataformas de Marruecos, Túnez, Senegal, Costa de Marfil y Suazilandia para intensificar la presencia de los canales TVE Internacional y el Canal 24 horas en sus fronteras.
Estos dos canales se pueden visualizar actualmente en Angola, Cabo Verde y Mozambique, tres países de habla portuguesa del continente africano, explicó a Agencia EFE, María Jesús Pérez, directora de ventas internacionales de RTVE durante la celebración del MIPTV 2022.
África es uno de los continentes más difíciles de penetrar en las plataformas de televisión de pago. No hay mucho hispanohablante en África y no es tan sencillo, añadió.
La Corporación pública, que contó con su propio stand en MIPTV 2022, presentó sus productos para el público extranjero y, según Pérez, “los que más están gustando son ‘Hit’, ‘Sequía’ e ‘Yrreal’, aunque también ‘Fuerza de Paz’, como novedad, está siendo considerada por varios compradores”